# Jher
Jher fou un petit estat tributari protegit de l'agència de Mahi Kantha, a la província del Gujarat, presidència de Bombai.
Estava format per 14 pobles, amb 2.705 habitants el 1901. Els seus ingressos s'estimaven en 3.062 rúpies el 1900. Era un principat en condomini entre el maharajà de Baroda i el miyan de Mandwa però aquest darrer havia de pagar un tribut de 1125 rúpies al Gaikwar de Baroda per la seva part d'aquest estat i del de Nirmali. La superfície era de 31 km².